# Кедра (приток Кичменьги)
Кедра — река в России, протекает в Кичменгско-Городецком районе Вологодской области. Устье реки находится в 127 км по левому берегу реки Кичменьга. Длина реки составляет 13 км.
Исток реки находится в западной части обширного болота Мякцово в 4 км к северо-западу от посёлка Бакланово. Генеральное направление течения — северо-запад, всё течение проходит по ненаселённой, холмистой тайге. Приток — Чистоборка (правый). Впадает в Кичменьгу в урочище Бараки Кедра.

## Данные водного реестра
По данным государственного водного реестра России и геоинформационной системы водохозяйственного районирования территории РФ, подготовленной Федеральным агентством водных ресурсов:
- Бассейновый округ — Двинско-Печорский;
- Речной бассейн — Северная Двина;
- Речной подбассейн — Малая Северная Двина;
- Водохозяйственный участок — Юг;
- Код водного объекта — 03020100212103000010798.